# شبکه عصبی کوانتومی

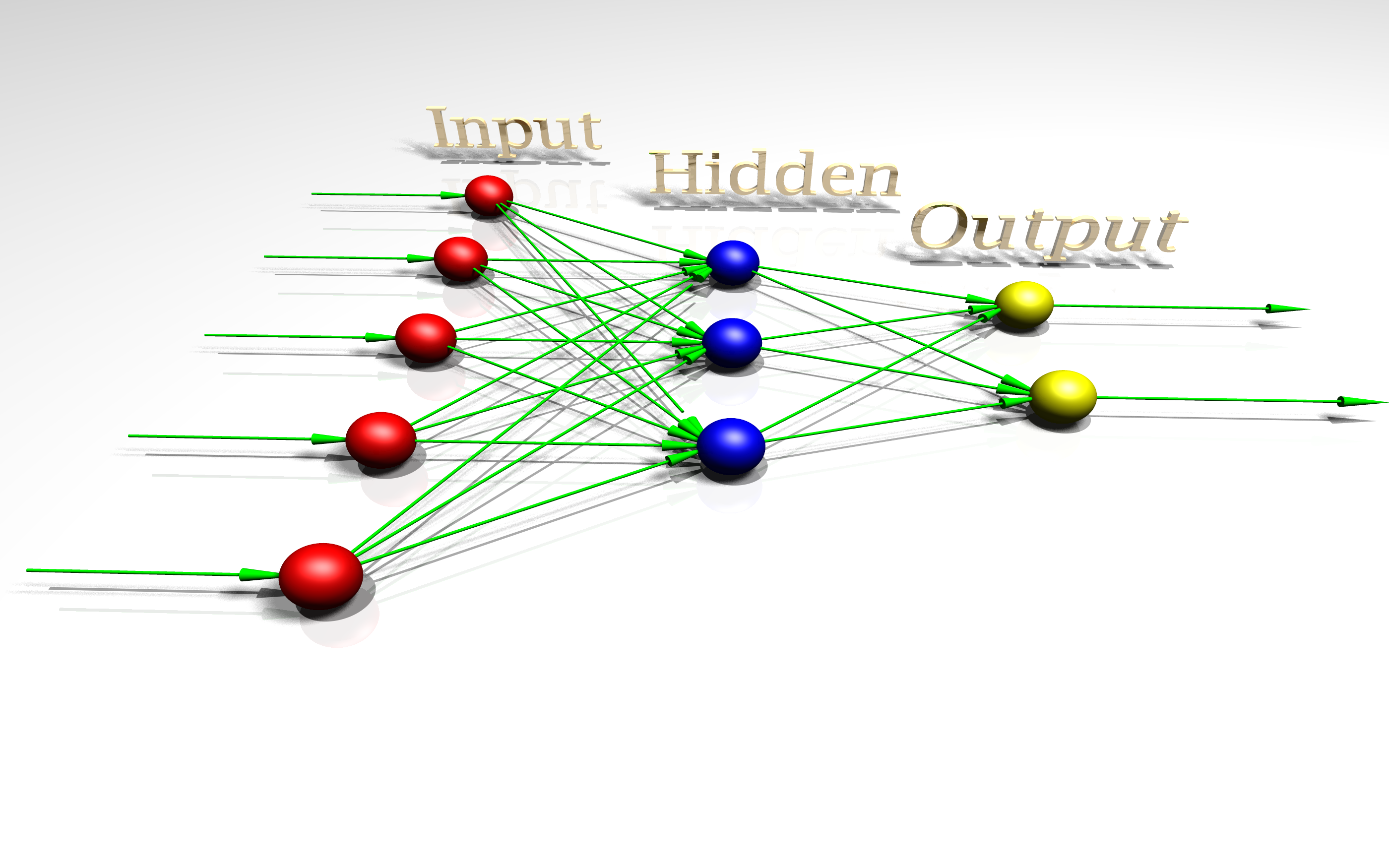
تصویری فرضی از شبکه عصبی کوانتومی

شبکه‌های عصبی کوانتومی مدل‌های شبکه عصبی محاسباتی هستند که بر اساس اصول مکانیک کوانتوم ساخته شده‌اند. اولین ایده‌ها در مورد محاسبات عصبی کوانتومی به‌طور مستقل در سال ۱۹۹۵ توسط سبهاش کاک و رون کریسلی منتشر شد، درگیر شدن با نظریه ذهن کوانتوم، که بیان می‌کند اثرات کوانتومی در عملکرد شناختی نقش دارند. با این حال، تحقیقات معمول در شبکه‌های عصبی کوانتومی شامل ترکیب مدل‌های شبکه عصبی مصنوعی کلاسیک با استفاده از مزایای اطلاعات کوانتومی به منظور توسعه الگوریتم‌های کارآمد تر. یک انگیزه مهم برای این تحقیقات دشواری در آموزش شبکه‌های عصبی کلاسیک، به ویژه در برنامه‌های کاربردی داده‌های بزرگ است. امید این است که از ویژگی‌های محاسبات کوانتومی مانند موازی سازی کوانتومی یا اثرات تداخل و درهم تنیدگی به عنوان منابع استفاده شود. از آنجا که اجرای فناوری رایانه کوانتومی هنوز در مرحله زودرس است، چنین مدل‌های شبکه عصبی کوانتومی عمدتاً پیشنهادی نظری هستند که در انتظار اجرای کامل آنها در آزمایش‌های فیزیکی هستند. اکثر شبکه‌های عصبی کوانتومی به عنوان شبکه‌های پیشرو توسعه یافته‌اند. مشابه ساختار مشابه کلاسیک خود، این ساختار ورودی از یک لایه کیوبیت را دریافت می‌کند و آن ورودی را به لایه دیگری از کیوبیت منتقل می‌کند. این لایه کیوبیت‌ها این اطلاعات را ارزیابی می‌کند و خروجی را به لایه بعدی منتقل می‌کند. در نهایت مسیر به لایه نهایی کیوبیت‌ها منتهی می‌شود. لازم نیست که لایه‌ها از عرض یکسانی برخوردار باشند، به این معنی که لازم نیست تعداد کیوبیت آنها به همان اندازه لایه قبل یا بعد از آن باشد. این ساختار آموزش دیده‌است که در کدام مسیر باید شبیه شبکه‌های عصبی مصنوعی کلاسیک باشد. شبکه‌های عصبی کوانتوم به سه دسته مختلف اشاره دارند: رایانه کوانتومی با داده‌های کلاسیک، رایانه کلاسیک با داده‌های کوانتومی و رایانه کوانتومی با داده‌های کوانتومی.

## مثال‌ها
تحقیقات شبکه عصبی کوانتومی هنوز در مراحل ابتدایی است و شامل مجموعه پیشنهادها و ایده‌هایی با دامنه متفاوت و سخت‌گیری ریاضی ارائه شده‌است. بیشتر آنها بر اساس ایده جایگزینی سلولهای عصبی دوتایی کلاسیک با یک کیوبیت است در نتیجه واحدهای عصبی ایجاد می‌شود که می‌توانند در حالت «شلیک» و «استراحت» قرار بگیرند.

### گیرنده‌های کوانتومی
بسیاری از پیشنهادها سعی در یافتن معادل کوانتومی برای واحد پرسپترون دارند که شبکه‌های عصبی از آن ساخته شده‌اند. یک مشکل این است که توابع فعال سازی غیر خطی بلافاصله با ساختار ریاضی تئوری کوانتوم مطابقت ندارند، زیرا تکامل کوانتومی توسط عملیات خطی توصیف می‌شود و منجر به مشاهده احتمالی می‌شود. ایده‌هایی برای تقلید از تابع فعال سازی پرسپترون با یک فرمالیسم مکانیکی کوانتومی از اندازه‌گیری‌های خاص به دست می آیندبه فرض عملگرهای کوانتومی غیر خطی. اخیراً اجرای مستقیمی از تابع فعال سازی با استفاده از مدل محاسبات کوانتومی مبتنی بر مدار توسط الگوریتم برآورد فاز کوانتوم توسط شولد، سینایسکی و پتروچین پیشنهاد شده‌است.

### شبکه‌های کوانتومی
در مقیاس بزرگتر، محققان تلاش کرده‌اند شبکه‌های عصبی را به تنظیم کوانتوم تعمیم دهند. یکی از راه‌های ساخت یک نورون کوانتومی ابتدا تعمیم نورون‌های کلاسیک و سپس تعمیم بیشتر آنها برای ساخت دروازه‌های واحد است. فعل و انفعالات بین سلولهای عصبی را می‌توان به صورت کوانتومی، با دروازه‌های واحد یا به صورت کلاسیک، از طریق اندازه‌گیری حالات شبکه کنترل کرد. این روش تئوری سطح بالا را می‌توان با استفاده از انواع مختلف شبکه‌ها و پیاده‌سازی‌های مختلف نورون‌های کوانتومی، مانند نورون‌های پیاده شده فوتونی، به‌طور گسترده‌ای استفاده کردو پردازنده مخزن کوانتومی. بیشتر الگوریتم‌های یادگیری از مدل کلاسیک آموزش شبکه عصبی مصنوعی برای یادگیری عملکرد ورودی-خروجی یک مجموعه آموزش داده شده استفاده می‌کنند و از حلقه‌های بازخورد کلاسیک برای به روزرسانی پارامترهای سیستم کوانتومی تا زمانی که به یک پیکربندی مطلوب همگرا شوند استفاده می‌کنند. شبکه‌های عصبی کوانتومی را می‌توان برای طراحی الگوریتمی اعمال کرد: با توجه به کیوبیت‌هایی که دارای تعاملات متقابل قابل تنظیم هستند، می‌توان سعی کرد تعاملات زیر قانون انتشار کلاسیک را از مجموعه آموزش روابط ورودی و خروجی دلخواه یاد بگیرد، که به عنوان رفتار الگوریتم خروجی مطلوب شناخته می‌شود؛ بنابراین شبکه کوانتومی یک الگوریتم را «یادمی‌گیرد».

### حافظه انجمنی کوانتومی
الگوریتم حافظه انجمنی کوانتومی توسط دن ونتورا و تونی مارتینز در سال ۱۹۹۹ معرفی شد. نویسندگان تلاش نمی‌کنند ساختار مدل‌های شبکه عصبی مصنوعی را به تئوری کوانتوم تبدیل کنند، اما الگوریتمی برای یک کامپیوتر کوانتومی مبتنی بر مدار ارائه می‌دهند که حافظه انجمنی را شبیه‌سازی می‌کند. حالت‌های حافظه (در شبکه‌های عصبی هاپفیلد که در وزن اتصالات عصبی ذخیره شده‌اند) در یک برهم نهی نوشته می‌شوند، و یک الگوریتم جستجوی کوانتومی Grover مانند حالت حافظه نزدیک به ورودی داده شده را بازیابی می‌کند. یک مزیت در ظرفیت ذخیره‌سازی نمایی حالت‌های حافظه نهفته‌است، اما این سؤال همچنان باقی است که آیا این مدل از نظر هدف اولیه مدل هاپفیلد به عنوان نمایشی از چگونگی شبیه‌سازی شبکه‌های عصبی مصنوعی ساده می‌تواند ویژگی‌های مغز را مورد توجه قرار دهد؟

### شبکه‌های عصبی کلاسیک با الهام از تئوری کوانتوم
مقدار قابل توجهی از علاقه به مدل «الهام گرفته از کوانتوم» داده شده‌است که از ایده‌های تئوری کوانتوم برای اجرای یک شبکه عصبی مبتنی بر منطق فازی استفاده می‌کند.

## آموزش
شبکه‌های عصبی کوانتوم را می‌توان از لحاظ تئوریکی مشابه آموزش شبکه‌های عصبی کلاسیک / مصنوعی آموزش داد. یک تفاوت اساسی در ارتباط بین لایه‌های یک شبکه عصبی نهفته‌است. برای شبکه‌های عصبی کلاسیک، در پایان یک عملیات معین، گیرنده فعلی خروجی خود را به لایه بعدی گیرنده (های) موجود در شبکه کپی می‌کند. با این حال، در یک شبکه عصبی کوانتومی، که هر یک از گیرنده‌ها یک کیوبیت هستند، این قضیه را نقض می‌کند. یک راه حل کلی پیشنهادی برای این کار جایگزینی روش کلاسیک فن خروجی با یک واحد دلخواه است که از یک کیوبیت به لایه بعدی کیوبیت پخش می‌شود، اما کپی نمی‌کند. استفاده از این یونیت فن دار (Uf) با کیوبیت حالت ساختگی در حالت شناخته شده (مثال | ۰> در مبنای محاسباتی)، همچنین به عنوان یک بیت آنسیلا شناخته می‌شود، اطلاعات از کیوبیت می‌توانند به لایه بعدی کیوبیت‌ها منتقل شوند. این فرایند به قابلیت برگشت‌پذیری کوانتومی عمل می‌کند. با استفاده از این شبکه پیشروی کوانتومی، می‌توان شبکه‌های عصبی عمیق را به‌طور کارآمد اجرا و آموزش داد. شبکه عصبی عمیق در واقع شبکه ای است که دارای بسیاری از لایه‌های پنهان است. از آنجا که شبکه عصبی کوانتوم مورد بحث با استفاده از عملگرهای واحد fan-out است و هر عملگر فقط بر روی ورودی مربوطه خود عمل می‌کند، در هر زمان فقط از دو لایه استفاده می‌شود. به عبارت دیگر، هیچ عملگر واحدی در هر زمان بر روی کل شبکه عمل نمی‌کند، به این معنی که تعداد کیوبیت‌های مورد نیاز برای یک مرحله مشخص به تعداد ورودی‌های یک لایه داده شده بستگی دارد. از آنجا که رایانه‌های کوانتومی به دلیل توانایی انجام چندین تکرار در مدت زمان کوتاه مشهور هستند، کارایی شبکه عصبی کوانتومی صرفاً به تعداد کیوبیت در هر لایه مشخص بستگی دارد و نه به عمق شبکه.

### توابع هزینه
برای تعیین اثربخشی یک شبکه عصبی، از یک تابع هزینه استفاده می‌شود، که اساساً نزدیکی خروجی شبکه به خروجی مورد انتظار یا مورد نظر را اندازه‌گیری می‌کند. در یک شبکه عصبی کلاسیک، وزن ها(ɯ)و تعصبات(b)در هر مرحله نتیجه تابع هزینه را تعیین کنید(ɯ,b) C. هنگام آموزش شبکه عصبی کلاسیک، وزن‌ها و بایاس‌ها پس از هر بار تکرار تنظیم می‌شوند، و به معادله ۱ زیر داده می‌شودy(x) خروجی مورد نظر است، تابع هزینه زمانی بهینه می‌شود۰=(ɯ,b) C.